# رودولف الثاني دوق النمسا
رودولف الثاني (حوالي.1270 - 10 مايو 1290)؛ هو عضو في آل هابسبورغ بكونه دوق النمسا وستيريا من 1282 حتى 1283 بالمشاركة مع أخيه الأكبر ألبرخت، ومع ذلك تم تعويضه بلقب دوق شوابيا وحكم المناطق التي عُرفت لاحقاً بـ النمسا الخارجية.

## السيرة الذاتية
رودولف هو الابن الثاني والباقي على قيد الحياة لرودولف الرابع كونت هابسبورغ الذي تم انتخابه منذ 1273 كملك ألمانيا بحيث اعتبر أول عضو في العائلة سيصبح ملكاً، بحيث ولد في راينفلدن في دوقية شوابيا (اليوم تقع في كانتون أرجاو، سويسرا) في حين والدته هي جيرترود من هوهنبيرغ، استولى والده منذ 1276 إلى دوقيات النمسا وستيريا وكارينثيا وكارنيولا بعد تنازل أوتوكار الثاني ملك بوهيميا له، إلا أن تم هزيمته وقتله في معركة مارشفيلد في 1278، لاحقاً مع ديسمبر 1282 عُهد الدوقيتين النمسا وستيريا إلى رودولف وشقيقه ألبرخت، ولكن مع العام التالي بموجب معاهدة راينفلدن في 1 يونيو تخلى رودولف الثاني عن حقه في الدوقيتين لصالح شقيقه الأكبر ألبرخت، كتعويض له عينه والده دوق شوابيا ومع ذلك كان مجرد لقب تشريفي، لأن دوقية كانت في حالة فوضى عارمة منذ وفاة آخر دوق هوهنشتاوفن كونرادين في 1268 مما أدى تفككها، مع ذلك خصصت له أراضي صغيرة الحجم عرفت فيما بعد النمسا الخارجية، إلا أنه لم تنحاز له آبداً.
أثناء عملية المصالحة مع السلالة الحاكمة في بوهيميا تزوج رودولف في 1289 من أغنيس ابنة الملك أوتوكار الثاني، وكان لديهم ابناً واحداً يوهان من شوابيا.
توفي رودولف فجأة عن عمر يناهز الـ 20 عاماً في براغ بعد مكثه في بلاط صهره الملك فاتسلاف الثاني من بوهيميا بحيث كان هو الآخر متزوجاً    من شقيقته الصغرى جوديث، بسبب فشل شقيقه الأكبر ألبرخت في تعويضه بشكل مناسب وخاصة بعد تخليه    عن حقه مما تسبب إلى فتنة داخل العائلة، وخاصة بعد هجر ابنه يوهان عن ورثة العرش في بوهيميا باعتبار واحداً من أقرباء ملوك بوهيميا، بدلا عن ذلك إعطائها لابنه رودولف الذي  لا يربطه أي صلة مع أسرة الحاكمة، بحيث تفاقم الخلاف حتى وصل إلى ذورته في 1308 باغتيال شقيق على يد ابنه وبذلك لُقب بقاتل العم «بارسيدا».